# Batterie Doss di Sponde

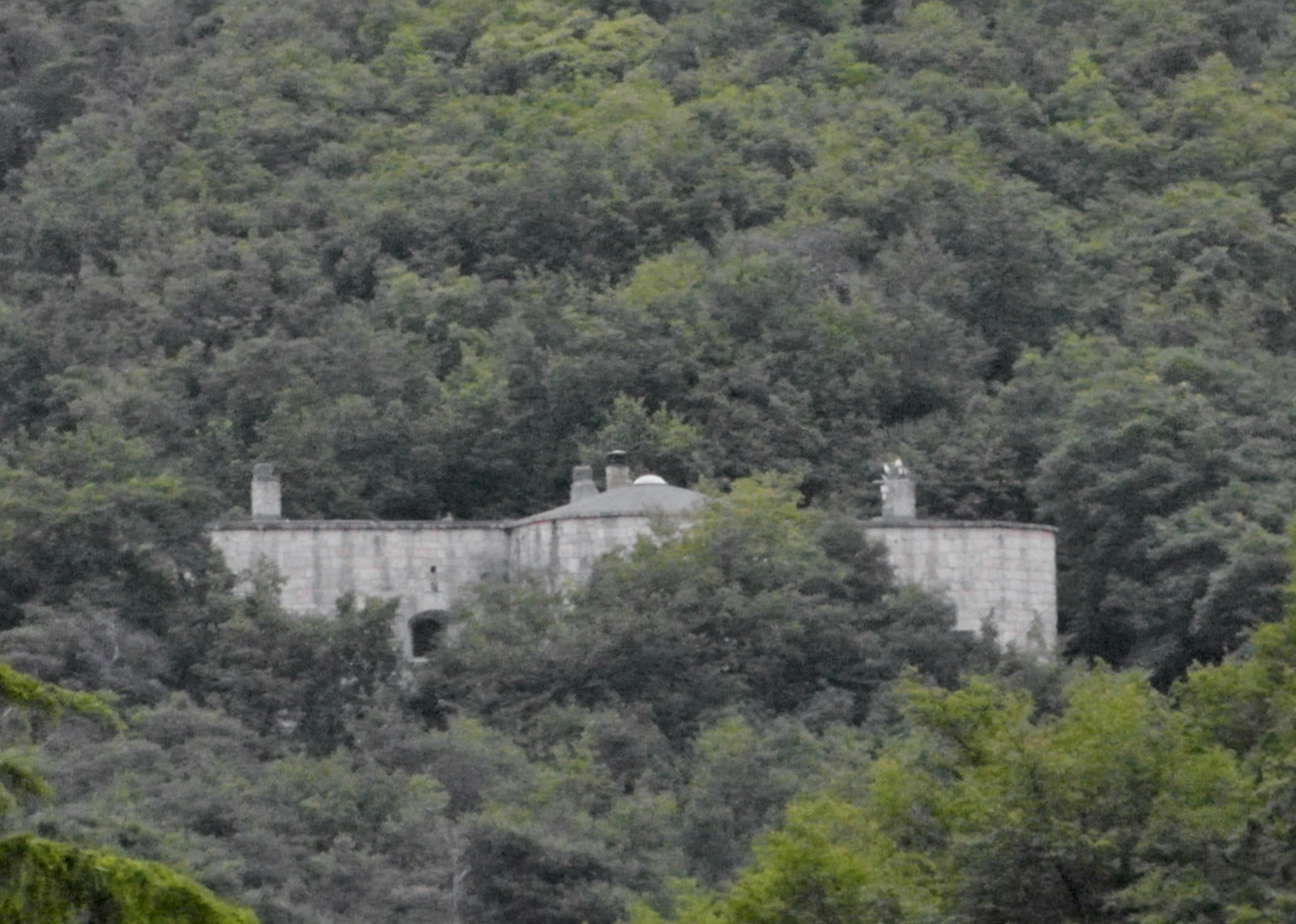
Doss di Sponde 2013

Die (gedeckte) Batterie Doss di Sponde war ein Sperrwerk der Österreichisch-Ungarischen Landstreitkräfte und wurde in den Jahren 1860–62 auf einem Hügel südlich der Straßensperre Buco di Vela errichtet. Das Werk gehörte zum westlichen Teil der Festung Trient und hatte die Aufgabe der Sicherung und Unterstützung von Buco di Vela, mit dem es durch eine Poterne verbunden war. Außerdem war es als Beobachtungspunkt vorgesehen und hatte (über eine Lichtsignalstation) die Verbindung zwischen Trient und der Festung Riva sicherzustellen. Es war Teil der österreichischen Grenzbefestigungen.
Erbaut aus Dolomit- und Kalkstein, war die Batterie bei Beginn des Ersten Weltkrieges bereits völlig veraltet und galt nur als „splittersicher, minder sturmfrei“.
Dies bedeutet, dass nur ein Infanterieangriff ohne Artillerieunterstützung hätte abgewehrt werden können.
Die Bewaffnung bestand ursprünglich aus zwei 12-cm-Kasemattkanonen M 61 in Depressionslafette (die auch für 1914 noch aufgeführt sind) sowie bei Kriegsbeginn zusätzlich aus zwei 9-cm-Feldkanonen M75.
Doss di Sponde wurde 1915 entwaffnet; seine Armierung wurde auf den direkt über dem Blockhaus liegenden Artilleriestützpunkt Castellar della Groa verbracht. Es gehörte wie Buco di Vela zur Verteidigungssektion Nr. V der Festung Trient. Die Ersatzstellungen für die Straßensperre Buco di Vela und das Blockhaus Doss di Sponde waren (von Norden in Richtung Süden aus betrachtet) die Kavernenbatterie Soprassasso-West, die zwei in gedeckten Stellungen eingestellten, aber mobilen Feldbatterien Soprassasso-Süd und der große und schwer armierte Artilleriestützpunkt Castellar della Groa, in dem auch teilweise die Geschütze der entwaffneten Batterie Candriai (Verteidigungssektion Nr. VI) eingestellt wurden.
Die Anlage befindet sich in Privatbesitz und ist in einem tadellosen Zustand. Das Betreten ist, nach gegenwärtigem Wissensstand, nicht möglich.